# Jaroslav Šerých
Jaroslav Šerých (27. února 1928, Havlíčkův Brod – 23. března 2014, Praha) byl český malíř, grafik a ilustrátor pohybující se na české i mezinárodní umělecké scéně od 50. let 20. století.

## Život
V letech 1946 až 1950 studoval na Vyšší škole uměleckého průmyslu v Jablonci nad Nisou a Střední výtvarné škole v Turnově. Poté pokračoval v letech 1950 až 1957 na Akademii výtvarných umění v Praze u prof. Vlastimila Rady a prof. Vladimíra Pukla, poté následovala aspirantura u prof. Vladimíra Silovského.
Doménou jeho díla byla monumentální malba, které se věnoval a kterou vystavoval od samého počátku své tvorby. Stejnou měrou se ale věnoval i grafice, zprvu převážně mědirytům suchou jehlou a leptům, později spíše litografii dokonale vyhovující jeho kreslířským schopnostem. Ilustroval řadu literárních textů českého i světového písemnictví určených jak dospělým, tak i dětem, a to jak v běžných, tak i v bibliofilských vydáních. Od roku 1976 do konce 80. let 20. století vytvářel také plastické měděné desky často doplněné barevnými smalty.
Od roku 1957 byl členem SČUG Hollar, od roku 1958 členem umělecké skupiny M 57 a od roku 2004 člen Umělecké besedy.

## Dílo

### Výstavy

#### Československo/Česká republika
- 1963 Oblastní galerie Liberec
- 1964 Galerie Československého spisovatele Praha
- 1966 Muzeum Tábor
- 1969 Galerie umění Havlíčkův Brod; Oblastní galerie Vysočiny Jihlava; Kabinet grafiky Olomouc
- 1970 Divadlo Za branou Praha
- 1978 Divadlo hudby Olomouc
- 1979 Moravská galerie v Brně; Galerie výtvarného umění Hodonín; Okresní vlastivědné muzeum Frýdek-Místek
- 1981 Galerie Mladá fronta Praha; Okresní kulturní středisko Liberec
- 1984 Kulturní dům Chodov, Praha
- 1985 Okresní kulturní středisko Sokolov-Zámek
- 1986 Galerie Mladá Fronta Praha; Galerie Zlatá Lilie Praha; Galerie Šolcův dům Sobotka
- 1987 Dům umění města Brna; Galerie Karlovy Vary
- 1988 Vlastivědné muzeum Olomouc; Oblastní galerie Roudnice nad Labem
- 1989 Oblastní galerie Vysočiny Jihlava; Galéria hlavného města Bratislavy; Galerie hl. města Prahy
- 1990 Okresní galerie Náchod; Dům kultury Karviná; Galerie Typos Brno
- 1991 Okresní vlastivědné muzeum Vsetín; Zámek Kinských Valašské Meziříčí; Muzeum Prostějovska Prostějov; Galerie K České Budějovice; Galerie výtvarného umění Havlíčkův Brod
- 1992 Parlament – Česká národní rada, Praha; Dům kultury Karviná
- 1993 Galerie Mánes, Praha; Divadlo Ve Smečkách, Praha
- 1994 Galerie moderního umění Hradec Králové; Galerie Genesis, Praha; Městská knihovna Kostelec nad Orlicí; Okresní muzeum Pelhřimov; Muzeum Kutná Hora
- 1995 Zámecká Galerie Hořovice; Muzeum Prachatice; Zámek Žďár nad Sázavou
- 1996 Galerie GM, Praha;Vila Portheimka Praha; Galerie Aulos Praha
- 1997 Kulturní středisko Kralupy nad Vltavou; Dům Leoše Janáčka, Havířov; Chodské knihkupectví, Domažlice; Galerie umění, Zlín
- 1998 Galerie výtvarného umění, Havlíčkův Brod
- 1999 Městské muzeum a galerie, Hlinsko
- 2000 Pražský hrad – Míčovna, Praha; Galerie Antik, Praha
- 2001 Městská galerie MY, Jablonec nad Nisou; Galerie Palma, Benešov; Galerie Portal, Uherské Hradiště; Muzeum hlavního města Prahy, Praha
- 2002 Klicperovo divadlo, Hradec Králové; Dům kultury Žďár nad Sázavou; Muzeum hlavního města Prahy, Praha; Galerie Jiřího a Běly Kolářových, Praha
- 2003 Muzeum Zábřeh na Moravě; Galerie Malovaný dům, Třebíč; Akademie věd České republiky, Praha; Hollar, Praha; Klub přátel umění, Ústí nad Orlicí; Kulturní dům U hradeb, Prostějov; Alšův kabinet, Praha; Galerie Z ruky, Křížovice
- 2004 Státní okresní archiv, Semily; Galerie Středočeská energetická, a.s., Praha
- 2005 Galerie B, Prostějov; Galerie Vysočanská radnice, Praha
- 2006 Galerie Radost, Kladno; Galerie Beseda, Moravská Ostrava
- 2007 Galerie v Lazarské, Praha; Galerie Otakara Kubína, Boskovice; Městská galerie, Hradec nad Moravicí

Od roku 1957 se též účastnil více než sta kolektivních výstav v Československu / České republice.

#### Zahraničí
- 1967 Galerie Katakombe Basel, Švýcarsko
- 1973 Galerie im Keller Saarbrücken, NSR
- 1985 Stichting Onerwijs Kunst Klub Amsterdam, Holandsko
- 1988 Kunstverein Geldrop Holand
- 1989 Galerie Gönnebek, NSR
- 1992 Galerie Königstrasse, Drážďany, Německo; BKH Fine Art Gallery, Los Angeles, USA
- 1994 České velvyslanectví Jakarta, Indonésie
- 1996 Galerie České centrum Varšava, Polsko

Dále se účastnil kolem sta kolektivních výstav po celém světě.

### Zastoupení díla v galeriích
- Národní galerie v Praze
- Památník národního písemnictví
- České muzeum výtvarných umění v Praze
- Galerie hlavního města Prahy
- Moravská galerie v Brně
- Galerie umění Karlovy Vary
- Galerie moderního umění v Roudnici nad Labem
- Galerie moderního umění v Hradci Králové
- Galerie výtvarného umění v Havlíčkově Brodě
- Městské muzeum v Havlíčkově Brodě
- Oblastní galerie Vysočiny v Jihlavě
- Galerie výtvarného umění v Náchodě
- Středočeská galerie výtvarného umění v Litoměřicích
- Alšova jihočeská galerie, Hluboká nad Vltavou
- Galerie města Trutnova
- Galerie výtvarného umění v Hodoníně
- Západočeská galerie v Plzni
- Krajská galerie výtvarného umění ve Zlíně
- Galerie výtvarného umění v Chebu
- Galerie Klatovy
- Galerie výtvarného umění v Ostravě
- Východočeská galerie v Pardubicích
- Muzeum umění Olomouc
- Staatliche Kunstsammlungen Dresden
- New York Public Library
- Collezione d'arte religiosa moderna Roma
- National Gallery of Art, Washington, D.C.

### Realizace v architektuře
- 1973 Člověk a kov, Východoslovenské železárny v Košicích
- 1974 Objem ohně, Objem přírody, Vnitřní prostor přírody, Základní škola Třebíč
- 1975 Živá voda, Vodní stavby Plzeň
- 1976 Metamorfóza, Laboratoře PPM Praha
- 1979 Obrazový triptych, Mateřská škola Bohunice u Jaroměře
- 1981 Zářivá energie, Energoprojekt Praha
- 1984 Křížová cesta, Marianum, Jánské Lázně
- 1990 Blahoslavená Zdislava, mozaika, Kaple sv. Zdislavy v chrámu sv. Jiljí v Praze
- 2005 Cyklus Svatá Zdislava, Konventní kostel Nanebevzetí Panny Marie a sv. Mikuláše, Žďár nad Sázavou
- 2006 Objem přírody, Městské divadlo Třebíč

### Nejdůležitější ocenění
- 1957 Bronzová medaile – Mezinárodní výstava mladých, Moskva
- 1962 Čestné ocenění – Metropolitní muzeum Tokio
- 1967 Čestné uznání – 50. výročí SČUG Hollar
- 1970 Cena Loisirs Jeunes, Paříž; Cena v soutěži Nejkrásnější kniha roku, PNP Praha
- 1971 Hlavní cena v soutěži Nejkrásnější kniha roku, PNP Praha
- 1972 Cena SFVU, 5. bienale užité grafiky, Brno
- 1976 Čestné uznání v soutěži Nejkrásnější kniha roku, PNP Praha
- 1977 Cena Premio grafico, Bologna
- 1979 Čestné uznání v soutěži Nejkrásnější kniha roku, PNP Praha
- 1984 Stříbrná medaile Bienale užité grafiky, Brno; Čestné uznání v soutěži Nejkrásnější kniha roku, PNP Praha; Výroční cena nakladatelství Vyšehrad, Praha
- 1988 Hlavní cena MK ČSR – Nejkrásnější kniha roku, PNP Praha; Cena Lidového nakladatelství Praha
- 1989 Čestné uznání nakladatelství Odeon za rok 1988
- 1992 Čestné uznání v soutěži Nejkrásnější kniha roku, PNP Praha
- 1993 Čestné občanství města Tucson, USA
- 1999 Řád sv. Cyrila a Metoděje, Velehrad; Cena za nejkrásnější knihu, Sdružení českých grafiků František Kupka
- 2000 Čestné členství Societas Martinů
- 2003 Cena Masarykovy akademie umění za životní dílo, Praha
- 2005 Cena Masarykovy akademie umění; Cena Rudolfa II.
- 2008 Medaile za zásluhy udělovaná prezidentem České republiky[3][4]